# Стара Красьниця
Стара Красьниця (пол. Stara Kraśnica, нім. Altschönau) — село в Польщі, у гміні Свежава Злоторийського повіту Нижньосілезького воєводства.
Населення — 599 осіб (2011).
У 1975-1998 роках село належало до Єленьоґурського воєводства.

## Демографія
Демографічна структура станом на 31 березня 2011 року:
|          | Загалом | Допрацездатний вік | Працездатний вік | Постпрацездатний вік |
| -------- | ------- | ------------------ | ---------------- | -------------------- |
| Чоловіки | 314     | 63                 | 227              | 24                   |
| Жінки    | 285     | 63                 | 174              | 48                   |
| Разом    | 599     | 126                | 401              | 72                   |

## Галерея

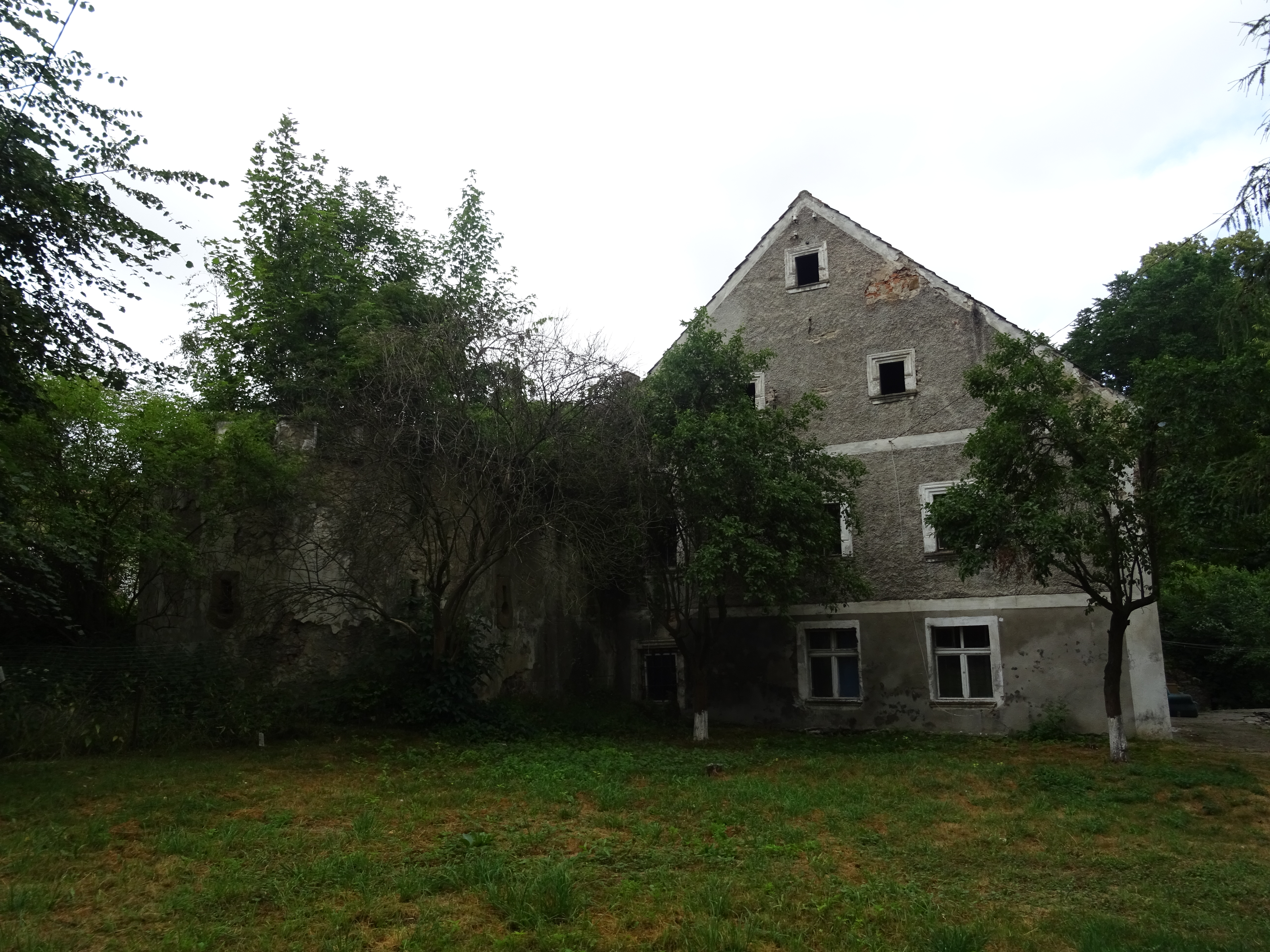
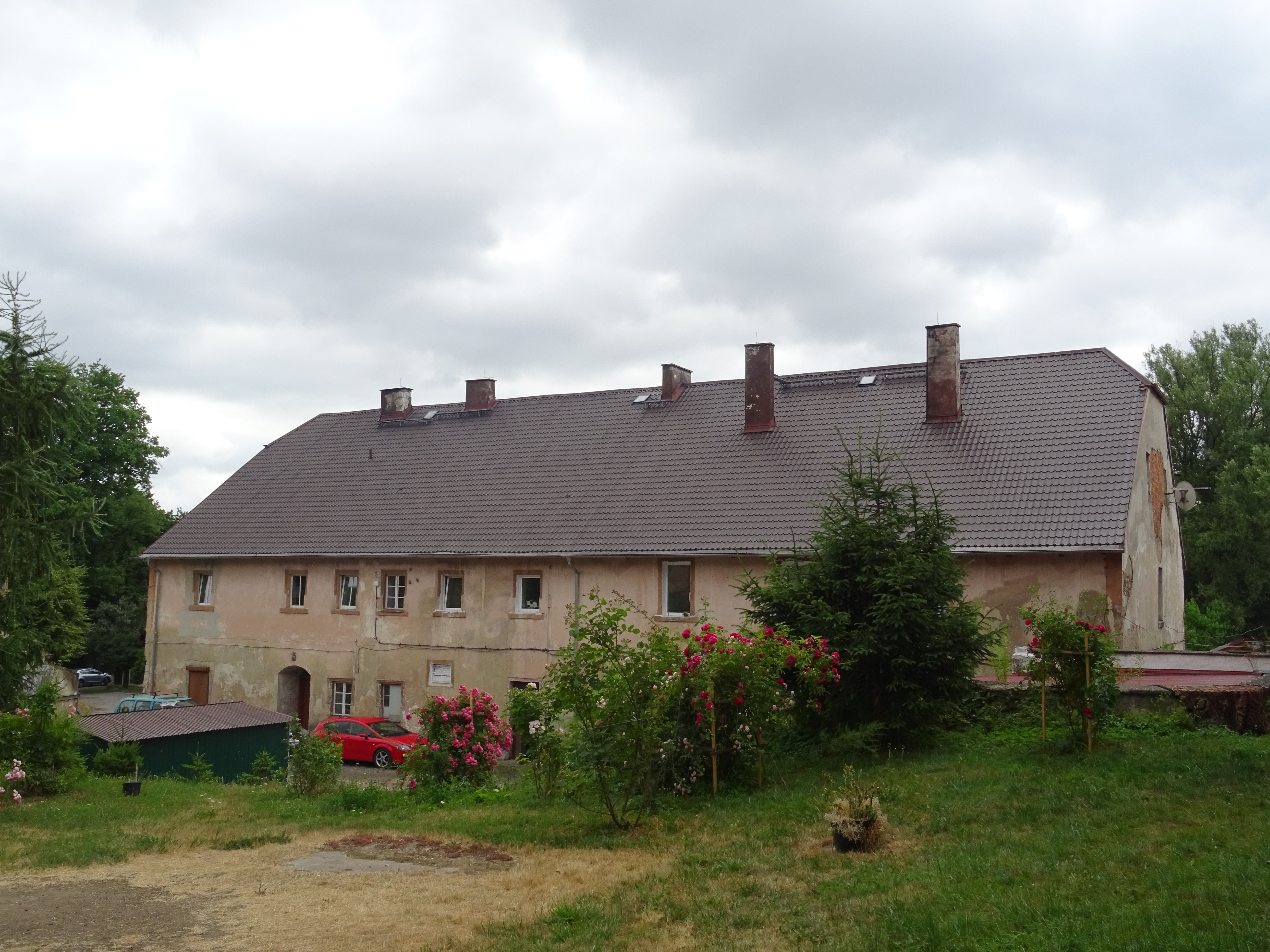
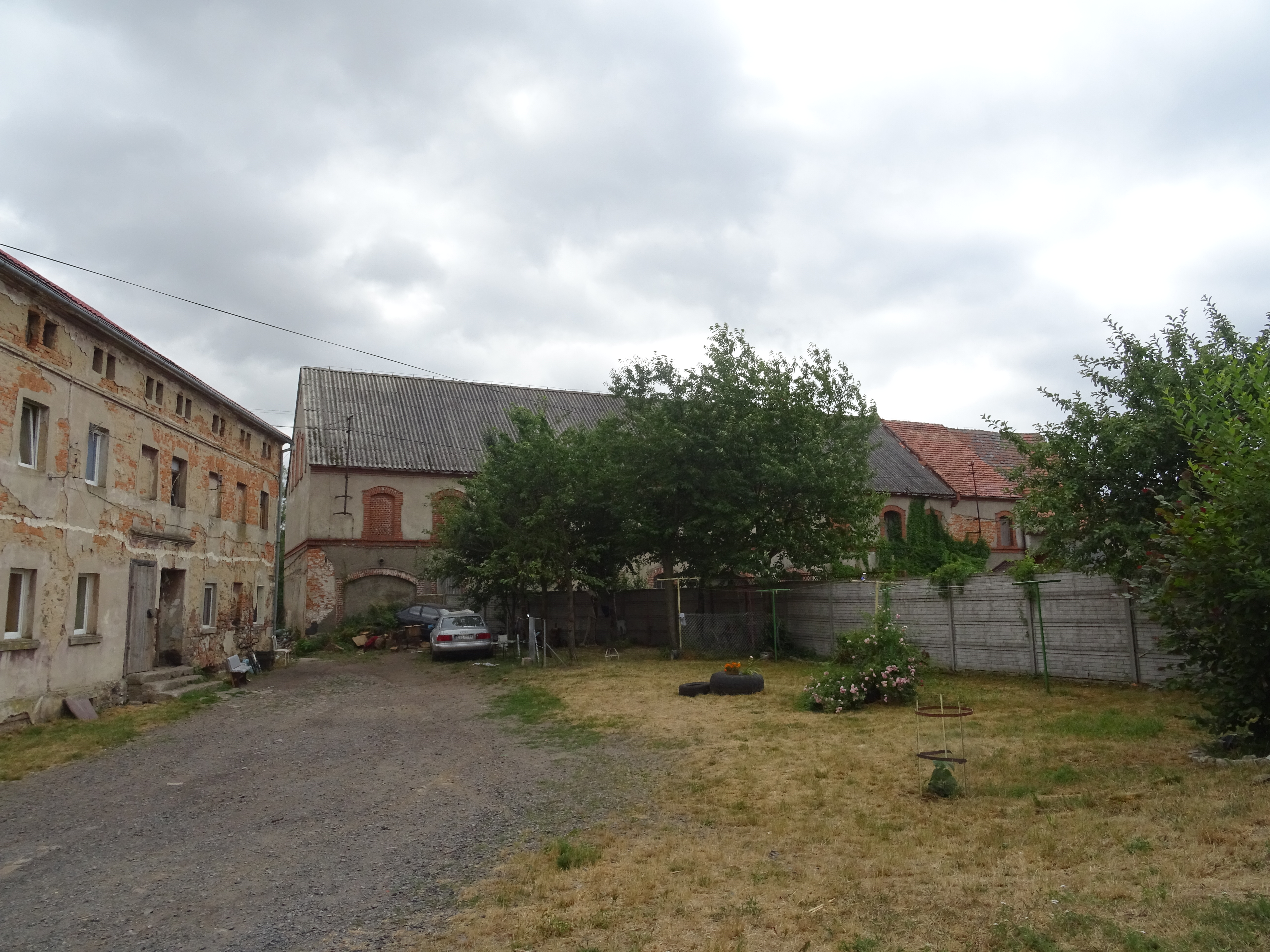
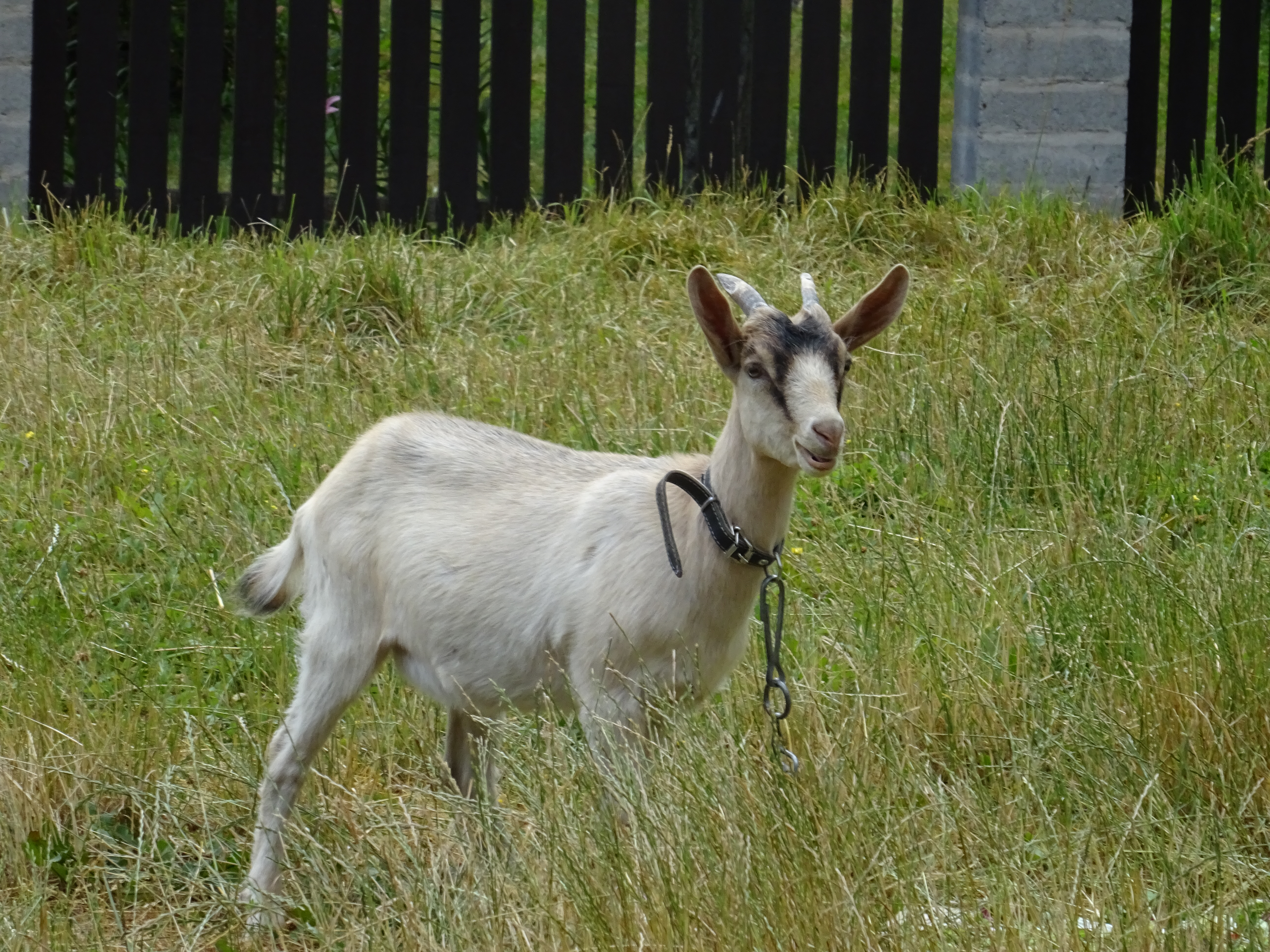